# Marc Livi Drus (cònsol 112 aC)
Marc Livi Drus (en llatí: Marcus Livius C. f. M. n. Drusus) va ser un magistrat romà del segle ii aC. Era fill de Gai Livi Drus, de manera que pertanyia a la família dels Livis Drusos, una branca de la gens Lívia.
Va ser tribú de la plebs el 122 aC juntament amb Gai Grac, que exercia el càrrec per segon cop. El senat es va valer de l'aristòcrata Drus per oposar-se a les mesures populars de Grac. Drus va vetar algunes de les lleis proposades per Grac, encara que després algunes les tornava a presentar, donant d'aquesta manera el mèrit del seu establiment al senat, de manera que el poble pensava que els optimats eren els seus amics. Aquest sistema va ser conegut com a patronus senatus (senat protector).
Era prou hàbil per fer les propostes adequades, i així, mentre Grac proposava donar plens drets als llatins, Drus va proposar que cap llatí pogués ser deshonrat per un romà ni en temps de servei militar; Grac proposava reservar a l'estat una part de les rendes de les terres a repartir per la llei agrària, i Drus les convertia en lliures de tota càrrega.
Va fundar dotze colònies romanes, però no va participar mai en la seva fundació ni va tocar els diners, ni va ser triumvir. Grac, en canvi, sí que va ser triumvir d'una de les colònies a establir a Cartago, i va ser considerat sospitós davant el poble d'exercir el càrrec per apoderar-se de propietats o diners.
La seva legislació fou semblant a la que anys després duria a terme el seu fill (tribú de la plebs que va morir assassinat el 91 aC), però és difícil saber quina part és d'un i quina de l'altra.
El 112 aC era cònsol, i en acabar el seu any va obtenir la província de Macedònia, on va fer la guerra contra els escordiscs, als quals no solament va vèncer sinó que va foragitar dels seus territoris a Tràcia cap a l'altre costat del Danubi, sent el primer general romà que hi arribava.
Va ser rebut amb honors, perquè anteriorment, allà mateix, hi havia estat derrotat Cató Licinià. Suetoni esmenta tres triomfs de la família dels Livis, però diu que només dos (el dos d'un Livi Salinàtor) eren recordats, i per això no es pot assegurar que obtingués els honors del triomf, atès que aquest any els fasts no consten.
Plutarc parla d'un Drus que va morir en el càrrec de censor quan tenia per col·lega Emili Escaure, que va refusar renunciar com era tradició fins que els tribuns del poble el van empresonar. Aquesta censura s'hauria fet l'any 109 aC, atès que unes inscripcions als marbres del capitoli diuen que en aquest any va morir un censor en el càrrec.

## Arbre familiar
Llegenda:
- (1) - primera esposa
- (2) - segona esposa
- x - assassí del Cèsar

| Salònia (2)             | Salònia (2)             | Salònia (2)             | Salònia (2)             | Salònia (2)             | Salònia (2)             |                      |                      | Cató el Vell         | Cató el Vell         | Cató el Vell       | Cató el Vell       | Cató el Vell            | Cató el Vell            |                         |                         | Licínia (1)             | Licínia (1)             | Licínia (1)             | Licínia (1)             | Licínia (1)             | Licínia (1)             |                     |                     |                                  |                                  |                                  |                                  |                                  |                                  |                   |                   |                   |                   |                   |                   |                   |                   |                     |                     |                     |                     |                     |                     |  |  |  |  |  |  |
| Salònia (2)             | Salònia (2)             | Salònia (2)             | Salònia (2)             | Salònia (2)             | Salònia (2)             |                      |                      | Cató el Vell         | Cató el Vell         | Cató el Vell       | Cató el Vell       | Cató el Vell            | Cató el Vell            |                         |                         | Licínia (1)             | Licínia (1)             | Licínia (1)             | Licínia (1)             | Licínia (1)             | Licínia (1)             |                     |                     |                                  |                                  |                                  |                                  |                                  |                                  |                   |                   |                   |                   |                   |                   |                   |                   |                     |                     |                     |                     |                     |                     |  |  |  |  |  |  |
|                         |                         |                         |                         |                         |                         |                      |                      |                      |                      |                    |                    |                         |                         |                         |                         |                         |                         |                         |                         |                         |                         |                     |                     |                                  |                                  |                                  |                                  |                                  |                                  |                   |                   |                   |                   |                   |                   |                   |                   |                     |                     |                     |                     |                     |                     |  |  |  |  |  |  |
|                         |                         |                         |                         |                         |                         |                      |                      |                      |                      |                    |                    |                         |                         |                         |                         |                         |                         |                         |                         |                         |                         |                     |                     |                                  |                                  |                                  |                                  |                                  |                                  |                   |                   |                   |                   |                   |                   |                   |                   |                     |                     |                     |                     |                     |                     |  |  |  |  |  |  |
| Marc Porci Cató Salonià | Marc Porci Cató Salonià | Marc Porci Cató Salonià | Marc Porci Cató Salonià | Marc Porci Cató Salonià | Marc Porci Cató Salonià |                      |                      |                      |                      |                    |                    | Marc Porci Cató Licinià | Marc Porci Cató Licinià | Marc Porci Cató Licinià | Marc Porci Cató Licinià | Marc Porci Cató Licinià | Marc Porci Cató Licinià |                         |                         | Marc Livi Drus          | Marc Livi Drus          | Marc Livi Drus      | Marc Livi Drus      | Marc Livi Drus                   | Marc Livi Drus                   |                                  |                                  |                                  |                                  |                   |                   |                   |                   |                   |                   |                   |                   |                     |                     |                     |                     |                     |                     |  |  |  |  |  |  |
| Marc Porci Cató Salonià | Marc Porci Cató Salonià | Marc Porci Cató Salonià | Marc Porci Cató Salonià | Marc Porci Cató Salonià | Marc Porci Cató Salonià |                      |                      |                      |                      |                    |                    | Marc Porci Cató Licinià | Marc Porci Cató Licinià | Marc Porci Cató Licinià | Marc Porci Cató Licinià | Marc Porci Cató Licinià | Marc Porci Cató Licinià |                         |                         | Marc Livi Drus          | Marc Livi Drus          | Marc Livi Drus      | Marc Livi Drus      | Marc Livi Drus                   | Marc Livi Drus                   |                                  |                                  |                                  |                                  |                   |                   |                   |                   |                   |                   |                   |                   |                     |                     |                     |                     |                     |                     |  |  |  |  |  |  |
|                         |                         |                         |                         |                         |                         |                      |                      |                      |                      |                    |                    |                         |                         |                         |                         |                         |                         |                         |                         |                         |                         |                     |                     |                                  |                                  |                                  |                                  |                                  |                                  |                   |                   |                   |                   |                   |                   |                   |                   |                     |                     |                     |                     |                     |                     |  |  |  |  |  |  |
| Marc Porci Cató (2)     | Marc Porci Cató (2)     | Marc Porci Cató (2)     | Marc Porci Cató (2)     | Marc Porci Cató (2)     | Marc Porci Cató (2)     |                      |                      | Lívia Drusa          | Lívia Drusa          | Lívia Drusa        | Lívia Drusa        | Lívia Drusa             | Lívia Drusa             |                         |                         | Quint Servili Cepió (1) | Quint Servili Cepió (1) | Quint Servili Cepió (1) | Quint Servili Cepió (1) | Quint Servili Cepió (1) | Quint Servili Cepió (1) |                     |                     | Marc Livi Drus                   | Marc Livi Drus                   | Marc Livi Drus                   | Marc Livi Drus                   | Marc Livi Drus                   | Marc Livi Drus                   |                   |                   |                   |                   |                   |                   |                   |                   |                     |                     |                     |                     |                     |                     |  |  |  |  |  |  |
| Marc Porci Cató (2)     | Marc Porci Cató (2)     | Marc Porci Cató (2)     | Marc Porci Cató (2)     | Marc Porci Cató (2)     | Marc Porci Cató (2)     |                      |                      | Lívia Drusa          | Lívia Drusa          | Lívia Drusa        | Lívia Drusa        | Lívia Drusa             | Lívia Drusa             |                         |                         | Quint Servili Cepió (1) | Quint Servili Cepió (1) | Quint Servili Cepió (1) | Quint Servili Cepió (1) | Quint Servili Cepió (1) | Quint Servili Cepió (1) |                     |                     | Marc Livi Drus                   | Marc Livi Drus                   | Marc Livi Drus                   | Marc Livi Drus                   | Marc Livi Drus                   | Marc Livi Drus                   |                   |                   |                   |                   |                   |                   |                   |                   |                     |                     |                     |                     |                     |                     |  |  |  |  |  |  |
|                         |                         |                         |                         |                         |                         |                      |                      |                      |                      |                    |                    |                         |                         |                         |                         |                         |                         |                         |                         |                         |                         |                     |                     |                                  |                                  |                                  |                                  |                                  |                                  |                   |                   |                   |                   |                   |                   |                   |                   |                     |                     |                     |                     |                     |                     |  |  |  |  |  |  |
|                         |                         |                         |                         |                         |                         |                      |                      |                      |                      |                    |                    |                         |                         |                         |                         |                         |                         |                         |                         |                         |                         |                     |                     |                                  |                                  |                                  |                                  |                                  |                                  |                   |                   |                   |                   |                   |                   |                   |                   |                     |                     |                     |                     |                     |                     |  |  |  |  |  |  |
| Atília (1)              | Atília (1)              | Atília (1)              | Atília (1)              | Atília (1)              | Atília (1)              |                      |                      | Cató el Jove         | Cató el Jove         | Cató el Jove       | Cató el Jove       | Cató el Jove            | Cató el Jove            |                         |                         |                         |                         |                         |                         |                         |                         |                     |                     | Marc Livi Drus Claudià (adoptat) | Marc Livi Drus Claudià (adoptat) | Marc Livi Drus Claudià (adoptat) | Marc Livi Drus Claudià (adoptat) | Marc Livi Drus Claudià (adoptat) | Marc Livi Drus Claudià (adoptat) |                   |                   |                   |                   |                   |                   |                   |                   |                     |                     |                     |                     |                     |                     |  |  |  |  |  |  |
| Atília (1)              | Atília (1)              | Atília (1)              | Atília (1)              | Atília (1)              | Atília (1)              |                      |                      | Cató el Jove         | Cató el Jove         | Cató el Jove       | Cató el Jove       | Cató el Jove            | Cató el Jove            |                         |                         |                         |                         |                         |                         |                         |                         |                     |                     | Marc Livi Drus Claudià (adoptat) | Marc Livi Drus Claudià (adoptat) | Marc Livi Drus Claudià (adoptat) | Marc Livi Drus Claudià (adoptat) | Marc Livi Drus Claudià (adoptat) | Marc Livi Drus Claudià (adoptat) |                   |                   |                   |                   |                   |                   |                   |                   |                     |                     |                     |                     |                     |                     |  |  |  |  |  |  |
|                         |                         |                         |                         |                         |                         |                      |                      |                      |                      |                    |                    |                         |                         |                         |                         |                         |                         |                         |                         |                         |                         |                     |                     |                                  |                                  |                                  |                                  |                                  |                                  |                   |                   |                   |                   |                   |                   |                   |                   |                     |                     |                     |                     |                     |                     |  |  |  |  |  |  |
|                         |                         |                         |                         |                         |                         |                      |                      |                      |                      |                    |                    |                         |                         |                         |                         |                         |                         |                         |                         |                         |                         |                     |                     |                                  |                                  |                                  |                                  |                                  |                                  |                   |                   |                   |                   |                   |                   |                   |                   |                     |                     |                     |                     |                     |                     |  |  |  |  |  |  |
|                         |                         |                         |                         | Marc Juni Brutus (1)    | Marc Juni Brutus (1)    | Marc Juni Brutus (1) | Marc Juni Brutus (1) | Marc Juni Brutus (1) | Marc Juni Brutus (1) |                    |                    | Servília la Major       | Servília la Major       | Servília la Major       | Servília la Major       | Servília la Major       | Servília la Major       |                         |                         | Dècim Juni Silà (2)     | Dècim Juni Silà (2)     | Dècim Juni Silà (2) | Dècim Juni Silà (2) | Dècim Juni Silà (2)              | Dècim Juni Silà (2)              |                                  |                                  |                                  |                                  | Servília la Menor | Servília la Menor | Servília la Menor | Servília la Menor | Servília la Menor | Servília la Menor |                   |                   | Quint Servili Cepió | Quint Servili Cepió | Quint Servili Cepió | Quint Servili Cepió | Quint Servili Cepió | Quint Servili Cepió |  |  |  |  |  |  |
|                         |                         |                         |                         | Marc Juni Brutus (1)    | Marc Juni Brutus (1)    | Marc Juni Brutus (1) | Marc Juni Brutus (1) | Marc Juni Brutus (1) | Marc Juni Brutus (1) |                    |                    | Servília la Major       | Servília la Major       | Servília la Major       | Servília la Major       | Servília la Major       | Servília la Major       |                         |                         | Dècim Juni Silà (2)     | Dècim Juni Silà (2)     | Dècim Juni Silà (2) | Dècim Juni Silà (2) | Dècim Juni Silà (2)              | Dècim Juni Silà (2)              |                                  |                                  |                                  |                                  | Servília la Menor | Servília la Menor | Servília la Menor | Servília la Menor | Servília la Menor | Servília la Menor |                   |                   | Quint Servili Cepió | Quint Servili Cepió | Quint Servili Cepió | Quint Servili Cepió | Quint Servili Cepió | Quint Servili Cepió |  |  |  |  |  |  |
|                         |                         |                         |                         |                         |                         |                      |                      |                      |                      |                    |                    |                         |                         |                         |                         |                         |                         |                         |                         |                         |                         |                     |                     |                                  |                                  |                                  |                                  |                                  |                                  |                   |                   |                   |                   |                   |                   |                   |                   |                     |                     |                     |                     |                     |                     |  |  |  |  |  |  |
|                         |                         |                         |                         |                         |                         |                      |                      |                      |                      |                    |                    |                         |                         |                         |                         |                         |                         |                         |                         |                         |                         |                     |                     |                                  |                                  |                                  |                                  |                                  |                                  |                   |                   |                   |                   |                   |                   |                   |                   |                     |                     |                     |                     |                     |                     |  |  |  |  |  |  |
|                         |                         | Pòrcia Cató             | Pòrcia Cató             | Pòrcia Cató             | Pòrcia Cató             | Pòrcia Cató          | Pòrcia Cató          |                      |                      | Marc Juni Brutus x | Marc Juni Brutus x | Marc Juni Brutus x      | Marc Juni Brutus x      | Marc Juni Brutus x      | Marc Juni Brutus x      |                         |                         | Júnia Prima             | Júnia Prima             | Júnia Prima             | Júnia Prima             | Júnia Prima         | Júnia Prima         |                                  |                                  |                                  |                                  | Júnia Tèrcia                     | Júnia Tèrcia                     | Júnia Tèrcia      | Júnia Tèrcia      | Júnia Tèrcia      | Júnia Tèrcia      |                   |                   | Gai Cassi Longí x | Gai Cassi Longí x | Gai Cassi Longí x   | Gai Cassi Longí x   | Gai Cassi Longí x   | Gai Cassi Longí x   |                     |                     |  |  |  |  |  |  |
|                         |                         | Pòrcia Cató             | Pòrcia Cató             | Pòrcia Cató             | Pòrcia Cató             | Pòrcia Cató          | Pòrcia Cató          |                      |                      | Marc Juni Brutus x | Marc Juni Brutus x | Marc Juni Brutus x      | Marc Juni Brutus x      | Marc Juni Brutus x      | Marc Juni Brutus x      |                         |                         | Júnia Prima             | Júnia Prima             | Júnia Prima             | Júnia Prima             | Júnia Prima         | Júnia Prima         |                                  |                                  |                                  |                                  | Júnia Tèrcia                     | Júnia Tèrcia                     | Júnia Tèrcia      | Júnia Tèrcia      | Júnia Tèrcia      | Júnia Tèrcia      |                   |                   | Gai Cassi Longí x | Gai Cassi Longí x | Gai Cassi Longí x   | Gai Cassi Longí x   | Gai Cassi Longí x   | Gai Cassi Longí x   |                     |                     |  |  |  |  |  |  |
|                         |                         |                         |                         |                         |                         |                      |                      |                      |                      |                    |                    |                         |                         |                         |                         |                         |                         |                         |                         |                         |                         |                     |                     |                                  |                                  |                                  |                                  |                                  |                                  |                   |                   |                   |                   |                   |                   |                   |                   |                     |                     |                     |                     |                     |                     |  |  |  |  |  |  |
| Marc Porci Cató         | Marc Porci Cató         | Marc Porci Cató         | Marc Porci Cató         | Marc Porci Cató         | Marc Porci Cató         |                      |                      |                      |                      |                    |                    |                         |                         |                         |                         |                         |                         |                         |                         |                         |                         |                     |                     | Júnia Segona                     | Júnia Segona                     | Júnia Segona                     | Júnia Segona                     | Júnia Segona                     | Júnia Segona                     |                   |                   | Marc Emili Lèpid  | Marc Emili Lèpid  | Marc Emili Lèpid  | Marc Emili Lèpid  | Marc Emili Lèpid  | Marc Emili Lèpid  |                     |                     |                     |                     |                     |                     |  |  |  |  |  |  |
| Marc Porci Cató         | Marc Porci Cató         | Marc Porci Cató         | Marc Porci Cató         | Marc Porci Cató         | Marc Porci Cató         |                      |                      |                      |                      |                    |                    |                         |                         |                         |                         |                         |                         |                         |                         |                         |                         |                     |                     | Júnia Segona                     | Júnia Segona                     | Júnia Segona                     | Júnia Segona                     | Júnia Segona                     | Júnia Segona                     |                   |                   | Marc Emili Lèpid  | Marc Emili Lèpid  | Marc Emili Lèpid  | Marc Emili Lèpid  | Marc Emili Lèpid  | Marc Emili Lèpid  |                     |                     |                     |                     |                     |                     |  |  |  |  |  |  |
|                         |                         |                         |                         |                         |                         |                      |                      |                      |                      |                    |                    |                         |                         |                         |                         |                         |                         |                         |                         |                         |                         |                     |                     |                                  |                                  |                                  |                                  |                                  |                                  |                   |                   |                   |                   |                   |                   |                   |                   |                     |                     |                     |                     |                     |                     |  |  |  |  |  |  |
|                         |                         |                         |                         |                         |                         |                      |                      |                      |                      |                    |                    |                         |                         |                         |                         |                         |                         |                         |                         | Servília                | Servília                | Servília            | Servília            | Servília                         | Servília                         |                                  |                                  | Marc Emili Lèpid                 | Marc Emili Lèpid                 | Marc Emili Lèpid  | Marc Emili Lèpid  | Marc Emili Lèpid  | Marc Emili Lèpid  |                   |                   |                   |                   |                     |                     |                     |                     |                     |                     |  |  |  |  |  |  |
|                         |                         |                         |                         |                         |                         |                      |                      |                      |                      |                    |                    |                         |                         |                         |                         |                         |                         |                         |                         | Servília                | Servília                | Servília            | Servília            | Servília                         | Servília                         |                                  |                                  | Marc Emili Lèpid                 | Marc Emili Lèpid                 | Marc Emili Lèpid  | Marc Emili Lèpid  | Marc Emili Lèpid  | Marc Emili Lèpid  |                   |                   |                   |                   |                     |                     |                     |                     |                     |                     |  |  |  |  |  |  |